# Prinsbisdom Brixen
Het prinsbisdom Brixen was een tot de Oostenrijkse Kreits behorend prinsbisdom binnen het Heilige Roomse Rijk. De bisschop van Brixen in Zuid-Tirol hield het kerkelijk gezag over bijna heel Tirol. Het prinsbisdom had rond 1800 een oppervlakte van 935 km².

bisdom Brixen

Omstreeks 559/75 was er een bisdom te Säben. Dit bisdom werd in 798 bij de kerkprovincie Salzburg gevoegd. Het kreeg in 892 van keizer Arnulf het rijkswoud Pustertal en in 901 van koning Lodewijk het Kind de hof Prichsna (= Brixen). Van de Ottonen kreeg het bisdom de hof Villach (later weer verloren) en de heerlijkheid Beld in Krain.
Keizer Koenraad II schonk in 1027 de grafelijke rechten in het Eisackdal en het Inndal (Norital, Unterinntal). Keizer Hendrik IV schonk in 1091 het graafschap Pustertal.
De voogdij over het prinsbisdom werd uitgeoefend door de graven van Morit, vervolgens door de graven van Andechs en na 1210 door de graven van Tirol. Nadat Tirol in 1363 met Oostenrijk werd verenigd, nam de macht van het prinsbisdom snel af. Het bezit werd beperkt tot enige goederen rond Brixen en Bruneck. Het Pustertal ging verloren aan hertogdom Beieren, waarna het via Tirol aan het graafschap Görz kwam.
Paragraaf 1 van de Reichsdeputationshauptschluss van 25 februari 1803 kende het prinsbisdom aan Oostenrijk toe als schadeloosstelling voor de afstand van de landvoogdij Ortenau. Oostenrijk voegde het gebied bij het graafschap Tirol.
In artikel 8 van de Vrede van Presburg van 26 december 1805 stond Oostenrijk het graafschap Tirol inclusief het vorstendom Brixen af aan het koninkrijk Beieren.
Bij de verdeling van Tirol in 1810 onder de koninkrijken Beieren en Italië en de Illyrische provincies van het eerste Franse Keizerrijk bleef het grootste deel van het voormalige prinsbisdom bij Beieren. Een klein deel kwam bij Italië.
Het Congres van Wenen in 1815 herstelde de situatie van voor 1805: Tirol met Brixen kwam weer bij het keizerrijk Oostenrijk .

## Regenten
- Zie lijst van bisschoppen van Bozen-Brixen